# Diphyus rubellus
Diphyus rubellus är en stekelart som först beskrevs av Cresson 1865.  Diphyus rubellus ingår i släktet Diphyus och familjen brokparasitsteklar. Inga underarter finns listade i Catalogue of Life.